# What Ifs
«What Ifs» es una canción interpretada por el cantante estadounidense Kane Brown para su álbum debut homónimo, con Lauren Alaina como artista invitada. La canción fue publicada con el álbum a través de RCA Nashville el 6 de febrero de 2017.